# هوراس غريلي
وكان مؤسس ورئيس تحرير صحيفة نيو يورك تريبيون، بين الصحف كبيرة من وقته - هوراس غريلي (28 نوفمبر 1872 3 فبراير 1811). منذ فترة طويلة نشطة في الحياة السياسية، وقال انه خدم لفترة قصيرة في الكونغرس من نيويورك، وكان مرشح الحزب الجمهوري الليبرالي الجديد في الانتخابات الرئاسية 1872. انه حارب ضد الرئيس الحالي يوليسيس غرانت وخسر في انهيار أرضي.
ولد غريلي لعائلة فقيرة في نيو هامبشاير. تتلمذ إلى طابعة في ولاية فيرمونت، وتوجه إلى مدينة نيويورك في عام 1831 للحصول على ثروته. وكتب لأو تحريرها العديد من المنشورات ويشارك بنفسه في السياسة الحزب اليميني، مع دورا هاما في حملة الانتخابات الرئاسية 1840 ناجحة وليام هنري هاريسون. في العام التالي، أسس تريبيون، والتي أصبحت صحيفة أعلى المتداولة في البلاد من خلال طبعات الأسبوعية ترسل عن طريق البريد. ومن بين العديد من القضايا الأخرى، وحث تسوية الغرب الأمريكي، والذي اعتبره أرض الفرص للشباب والعاطلين عن العمل. انه شاع عبارة «اذهب غربا، شاب، ويكبر مع هذا البلد»، على الرغم من أنه من غير المؤكد ما إذا كانت نشأت معه.
تحالف غريلي مع وليام سيوارد وThurlow الأعشاب أدى إليه قضاء ثلاثة أشهر في مجلس النواب، حيث أغضب الكثيرين التحقيق الكونغرس في صحيفته. في عام 1854، وقال انه ساهم في تأسيس وربما سمى الحزب الجمهوري. الصحف الجمهورية في مختلف أنحاء البلاد طبع بانتظام مقالاته. خلال الحرب الأهلية، قال انه يؤيد معظمهم لينكولن، على الرغم من حثه على الالتزام نهاية العبودية قبل كان الرئيس مستعدا للقيام بذلك. بعد اغتيال لينكولن، انه يؤيد الجمهوريون الراديكالي في معارضة الرئيس أندرو جونسون. وقال انه حطم مع الرئيس الجمهوري يوليسيس جرانت بسبب الفساد والشعور غريلي أن لم تعد حاجة إلى سياسات إعادة الإعمار.
كان غريلي مرشح الحزب الجمهوري الليبرالي الجديد في الانتخابات الرئاسية 1872 في الولايات المتحدة. خسر بأغلبية ساحقة، على الرغم من وجود دعم إضافي للحزب الديمقراطي. دمرت انه في هزيمة ومات بعد ثلاثة أسابيع.
حياة سابقة
ولد هوراس غريلي في 3 فبراير 1811، في مزرعة حوالي خمسة أميال من أمهرست، نيو هامبشاير. وقال انه لا يستطيع التنفس لأول عشرين دقيقة من حياته. ويشار إلى أن هذا الحرمان قد تسبب له لتطوير متلازمة اسبرجر بعض من سيرته الذاتية، مثل ميتشل Snay، والحفاظ على أن هذا الشرط من شأنه أن يفسر السلوك غريب الأطوار له في الحياة في وقت لاحق. وكان من أصل عربي، وشملت آبائه وأجداده المستوطنين في وقت مبكر من ولاية ماساتشوستس ونيو هامبشاير.
كان غريلي ابن المزارعين الفقراء زكا ومريم (دبورن) غريلي. كان زكا لم تكن ناجحة، وانتقلت عائلته عدة مرات، من اقصى الغرب مثل بنسلفانيا. حضر هوراس المدارس المحلية، وكان تلميذا بارعا.
رؤية الاستخبارات الصبي، عرضت بعض الجيران لدفع طريقة هوراس في أكاديمية فيليبس اكستر، ولكن كانت Greeleys فخور جدا لقبول الصدقة. في عام 1820، تسببت الانتكاسات المالية زكا وله على الفرار من نيو هامبشاير مع عائلته لئلا يسجن بسبب الديون، وتسوية في ولاية فيرمونت. حتى كافح والده لكسب العيش كما يعمل بشركة تأجير، قراءة هوراس غريلي كل ما يمكن، وكان Greeleys أحد الجيران الذي ترك هوراس استخدام مكتبته. في عام 1822، ركض هوراس بعيدا عن المنزل ليصبح المتدرب للطابعة، ولكن قيل أنه كان صغيرا جدا.
في عام 1826، في سن ال 15، جعلت هو كان المتدرب طابعة لعاموس النعيم، رئيس تحرير المشاهد الشمالية، جريدة في الشرق Poultney، فيرمونت. هناك، وقال انه علم الميكانيكا من وظيفة الطابعة، واكتسبت سمعة باعتبارها الموسوعة المدينة، قراءة في طريقه من خلال المكتبة المحلية. عندما أغلقت الصحيفة في عام 1830، ذهب الشاب الغرب للانضمام إلى عائلته، الذين يعيشون بالقرب من ايري، ولاية بنسلفانيا. وبقي هناك لفترة وجيزة فقط، والانتقال من بلدة إلى بلدة يبحثون عن عمل الصحيفة، وكانت تستأجرها الجريدة إيري. وعلى الرغم من طموح للمزيد من الأشياء، بقي حتى 1831 للمساعدة في دعم والده. في حين أن هناك، أصبح الكونيين، وكسر من تربيته جماعاتي.

## الجهود الأولى في النشر

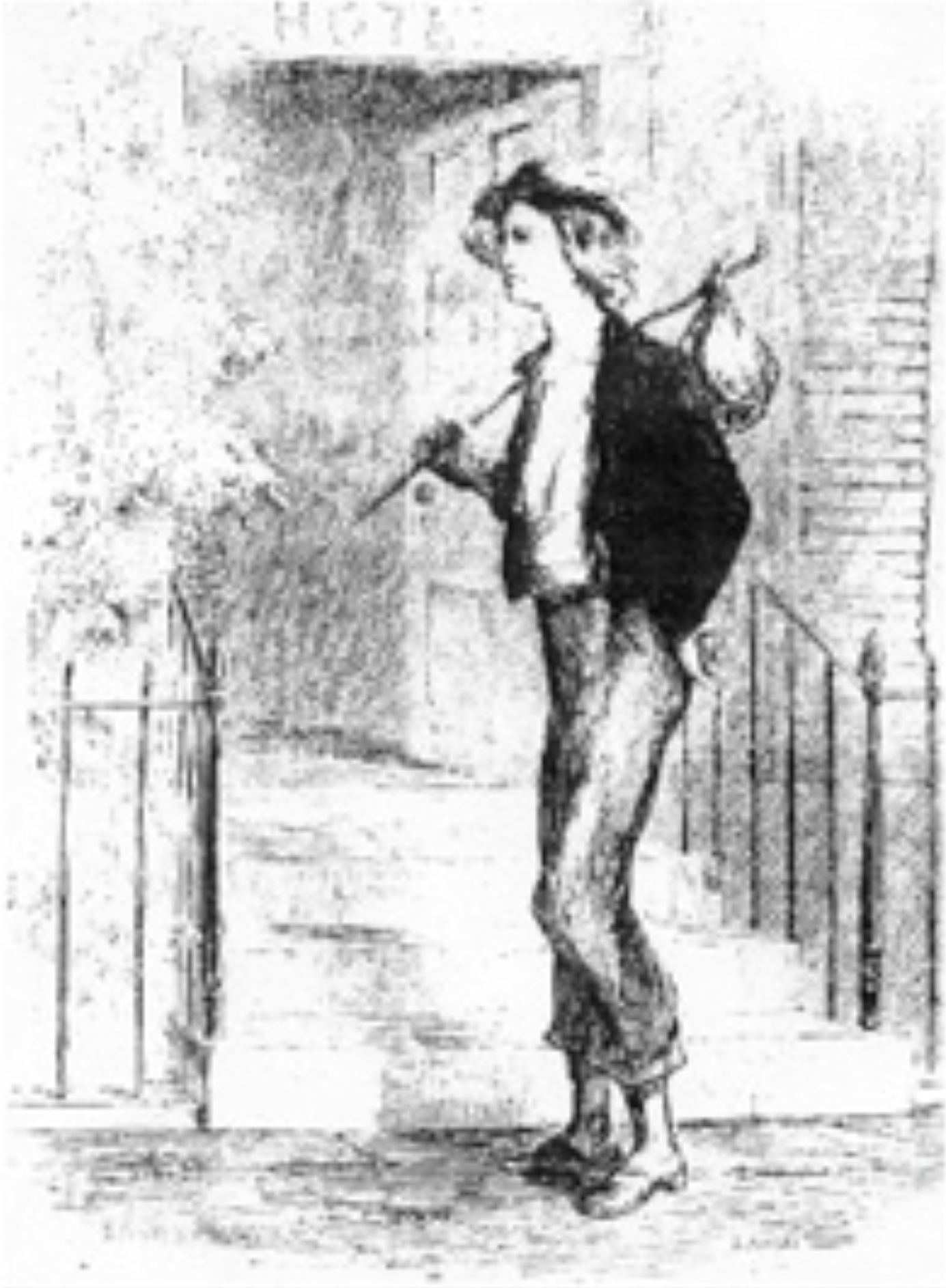
تصوير في وقت مبكر وصول غريلي للمرة الاولى في نيويورك

في أواخر عام 1831، ذهب غريلي إلى مدينة نيويورك للحصول على ثروته. كانت هناك العديد من الطابعات الشباب في نيويورك الذين جاءوا أيضا إلى مدينة، والتي يمكن العثور عليها فقط العمل على المدى القصير. في عام 1832، وعملت غريلي كموظف الروح نشر صحيفة نيويورك تايمز. وبنى مصادره وانشاء المطبعة في تلك السنة. في عام 1833، وقال انه حاول يده مع هوراشيو D. شيبارد في تحرير إحدى الصحف اليومية، نيويورك مورنينج بوست، الذي لم يكن النجاح. وعلى الرغم من هذا الفشل والخسارة المالية المصاحبة، التي نشرت غريلي والدستوري ثلاث مرات أسبوعيا، والتي طبعت في الغالب نتائج اليانصيب.
في 22 مارس 1834، نشر في العدد الأول من صحيفة نيو-نيويوركر في شراكة مع جوناس وينشستر. وكان أقل تكلفة من المجلات الأدبية الأخرى من الوقت ونشرت كل من الأناشيد المعاصرة والتعليق السياسي. بلغ تداول 9000، ثم عدد لا بأس به، ومع ذلك كان سوء إدارة وفي نهاية المطاف سقطت ضحية للالذعر الاقتصادي من 1837. كما نشر في صحيفة الأخبار حملة الحزب اليميني الجديد في نيويورك للمشاركة في حملة عام 1834، وجاء إلى الاعتقاد في مواقفها، بما في ذلك الأسواق الحرة بمساعدة الحكومة في تطوير البلاد.
بعد وقت قصير من انتقاله إلى مدينة نيويورك، التقى غريلي ماري يونغ تشيني. سواء كانوا يعيشون في المدى مأوى في النظام الغذائي للمبادئ سيلفستر غراهام، يتحاشى اللحوم والكحول والقهوة والشاي، والتوابل، وكذلك الامتناع عن استخدام التبغ. غريلي والاشتراك في مبادئ غراهام في ذلك الوقت، وحتى نهاية حياته ونادرا ما يتناولون اللحوم. ماري تشيني، وهو مدرس، وانتقل إلى ولاية كارولينا الشمالية إلى اتخاذ وظيفة التدريس في 1835. تزوجا في ارينتون، ولاية كارولينا الشمالية في 5 يوليو 1836، وإعلان ظهر على النحو الواجب في نيو-نيويوركر في وقت لاحق أحد عشر يوما. قد غريلي توقفت في واشنطن العاصمة في طريقه إلى الجنوب لمراقبة الكونغرس. وقال انه لم يتخذ أي شهر العسل مع زوجته الجديدة، والعودة إلى العمل في حين أخذت زوجته على وظيفة تدريس في مدينة نيويورك.
كان واحدا من المواقف التي الجديد-نيويوركر اتخاذ العاطلين عن العمل في المدن ينبغي أن يسعى حياة في الغرب الأمريكي تطوير (في 1830s، الغرب شملت ولايات الغرب اليوم). الشتاء القارس من 1836-1837 والأزمة المالية التي وضعت بعد وقت قصير من جعلت العديد من سكان نيويورك المشردين والمعوزين. ودعا في مجلته غريلي المهاجرين الجدد لشراء الكتب دليل على الغرب، والكونغرس إلى جعل الأراضي العامة متاحة للشراء بأسعار رخيصة للمستوطنين. وقال له قراء «يطير، مبعثر عبر البلاد، انتقل إلى الغرب العظمى، أي شيء بدلا من البقاء هنا... الغرب هو الوجهة الحقيقية.» في عام 1838، وقال انه نصح «أي شاب» على وشك البدء في العالم، «الذهاب إلى الغرب: هناك قدراتك على يقين من أن يكون موضع تقدير والطاقة والصناعة مكافأة.»
في عام 1838، التقى غريلي ألباني محرر Thurlow الأعشاب. وتحدث الاعشاب لفصيل الليبرالي في اليمينيون في صحيفته ألباني مساء جورنال. وظف غريلي كمحرر لصحيفة اليميني الدولة للحملة المقبلة. الصحيفة، فإن جيفرسون، لأول مرة في فبراير 1838، وساعد انتخاب المرشح اليميني لمنصب حاكم وليام سيوارد. في عام 1839، وعملت غريلي في العديد من المجلات، وحصل على اجازة لمدة شهر للذهاب إلى أقصى الغرب حتى ديترويت.
كان غريلي ضالعة بشكل عميق في حملة المرشح اليميني للرئاسة في عام 1840، وليام هنري هاريسون. نشر هو اليميني الرئيسية دورية في كوخ خشبي، وكما كتب العديد من الأغاني المؤيدة للهاريسون التي ميزت الحملة. كانت تغنى هذه الأغاني في لقاءات جماهيرية، وكثير تنظمها وتقودها غريلي. ووفقا لكاتب سيرة روبرت ويليامز «، اجتاحت كلمات غريلي في البلاد، وأيقظت وأثارت الناخبين اليميني إلى العمل.» ساعدت الأموال التي تم جمعها بواسطة الأعشاب توزيع كوخ خشبي على نطاق واسع. تم انتخاب هاريسون ورفيقه جون تايلر بسهولة.

## رئيس تحرير صحيفة تريبيون

### السنوات الأولى (1841-1848)

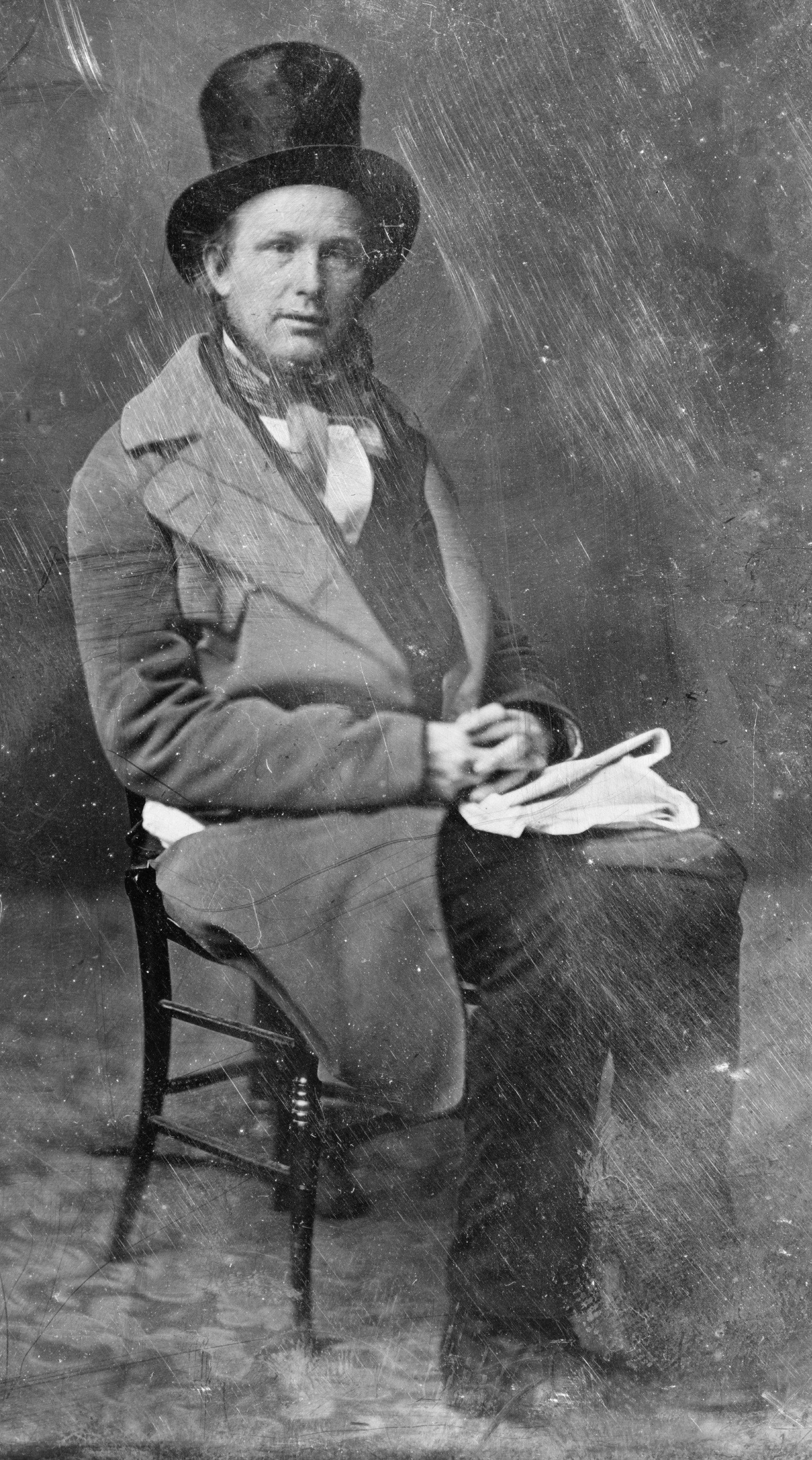
صورة غريلي التي كتبها ماثيو برادي، التي اتخذت بين 1844 و 1860

وبحلول نهاية الحملة عام 1840، وكان التداول في كوخ خشبي قد ارتفع إلى 80,000 وقررت غريلي لإنشاء صحيفة يومية، نيو-يورك تريبيون. في ذلك الوقت، كان نيويورك العديد من الصحف، التي يسيطر عليها جيمس جوردون بينيت نيويورك هيرالد، والتي مع تداول حوالي 55,000 كان أكثر القراء من المنافسة مجتمعة. وبما أن التكنولوجيا المتقدمة، أصبح أرخص وأسهل للنشر إحدى الصحف، والصحف اليومية وجاء في الهيمنة الأسبوعية، التي كانت مرة واحدة في شكل أكثر شيوعا للدوريات الأخبار. غريلي اقترضت المال من الأصدقاء لتبدأ، ونشرت في العدد الأول من صحيفة تريبيون في 10 أبريل، 1841 يوم موكب تأبين في نيويورك للرئيس هاريسون، الذي توفي بعد شهر واحد في المكتب وحلت محلها نائب الرئيس تايلر.
في المسألة الأولى، وعدت غريلي أن صحيفته سيكون «مجلة الصباح جديدة من السياسة والأدب والمخابرات العامة». كان سكان نيويورك لا يستجيب في البداية. وكانت إيرادات الأسبوع الأول 92 $ والنفقات 525 $. بيعت ورقة لسنت نسخة تأليف newsboys الذين قاموا بشراء حزم من الأوراق بسعر مخفض. وكان سعر الإعلان في البداية أربعة سنتات خط، ولكن سرعان ما رفع إلى ستة سنتات. خلال 1840s، كان تريبيون أربع صفحات، وهذا هو، ورقة واحدة مطوية. وكان في البداية تم بيع 600 مشترك و 5,000 نسخة من العدد الأول.
في الأيام الأولى، وكان مساعد رئيس غريلي هنري جيه ريمون، الذي أسس في وقت لاحق من عقد من الزمان صحيفة نيويورك تايمز. لوضع تريبيون على أسس مالية سليمة، باعت غريلي مصلحة نصف في أن المحامي توماس McElrath، الذي أصبح ناشر تريبيون (كان غريلي محرر) وركض الجانب التجاري. سياسيا، المدعومة تريبيون كنتاكي السيناتور هنري كلاي، الذي كان قد فشل في الحصول على ترشيح الرئاسي الذي سقط على هاريسون، ودعم النظام الأمريكي كلاي لتنمية البلاد. كان غريلي أحد محرري صحيفة الأول أن يكون لها مراسل بدوام كامل في واشنطن، والابتكار وتبعتها بسرعة منافسيه. كان جزءا من إستراتيجية غريلي لجعل تريبيون صحيفة ذات النطاق الوطني، وليس مجرد المحلية. وهناك عامل واحد في وضع ورقة على الصعيد الوطني ويكلي تريبيون، التي أنشئت في سبتمبر 1841 عندما تم دمج كوخ خشبي ونيو-نيويوركر. مع سعر الاكتتاب الأولي من 2 $ في السنة، وقد أرسل هذا للكثيرين في جميع أنحاء الولايات المتحدة عن طريق البريد، وكان يحظى بشعبية خاصة في الغرب الأوسط. في ديسمبر 1841، عرضت غريلي رئاسة تحرير صحيفة اليميني الوطنية، والماديسونية. وطالب سيطرة كاملة، ورفض عندما لم تعطها.
غريلي، في ورقته، أيد في البداية البرنامج اليميني. كما أصبحت الانقسامات بين كلاي والرئيس تايلر واضحة، وقال انه يؤيد سناتور ولاية كنتاكي وبدا لترشيح كلاي للرئاسة في 1844. عندما رشح كلاي قبل اليمينيون، هزم من قبل الحزب الديمقراطي، حاكم ولاية تينيسي السابق جيمس بولك ولكن، على الرغم من غريلي عملت بجد نيابة كلاي. قد غريلي اتخذ مواقف معارضة للالعبودية إلى محرر صحيفة نيو يوركر في أواخر 1830s، معارضة ضم جمهورية تسمح بامتلاك الأرقاء من تكساس إلى الولايات المتحدة. في 1840s، أصبح غريلي معارضا صريحا على نحو متزايد من توسيع العبودية.
غريلي استأجرت مارجريت فولر في عام 1844 كأول المحرر الأدبي لصحيفة تريبيون، والتي كتبت أكثر من 200 مقالة. عاشت مع عائلة غريلي لعدة سنوات، وعندما انتقلت إلى إيطاليا، وقدم لها مراسل أجنبي. روج أعمال هنري ديفيد ثورو، الذي يتولى منصب وكيل أدبي والتأكد من أن العمل ثورو نشر. استفادت رالف والدو ايمرسون أيضا من تعزيز غريلي و. وأوضح مؤرخ ألان نيفينز:
غريلي، الذي كان قد التقى زوجته في منزل الصعود غراهام، أصبح متحمسا الحركات الاجتماعية الأخرى التي لم تستمر، والترويج لها في ورقته. اكتتب إلى وجهات نظر شارل فورييه، وعالم الرياضيات الفرنسي والمفكر الاجتماعي، ثم المتوفين حديثا، الذي اقترح إقامة المستوطنات تسمى «كتائب» مع عدد معين من الناس من مختلف مناحي الحياة، والذين ستعمل كشركة وبين أن تكون مشتركة يكون أعضاؤها الأرباح. غريلي، بالإضافة إلى تعزيز Fourierism في المنبر، كان مرتبطا مع اثنين من هذه المستوطنات، وكلاهما فشل في نهاية المطاف، على الرغم كانت المدينة التي وضعت في نهاية المطاف على موقع واحد في ولاية بنسلفانيا بعد إعادة تسمية وفاته غريلي.
عضو الكونغرس (1848-1849)
في نوفمبر تشرين الثاني عام 1848، وأطاح الكونغرس ديفيد سيمون جاكسون وهو ديمقراطي من منطقة السادس نيويورك لتزوير الانتخابات. كان مصطلح جاكسون لتنتهي في مارس 1849، ولكن خلال القرن ال19 عقد المؤتمر سنويا في شهر ديسمبر، مما يجعل من المهم لملء المقعد. وفقا لقوانين الساري في ذلك الوقت، اختارت لجنة اليميني من منطقة السادس استبدال جاكسون واختاروا غريلي، على الرغم من أنها لم تختر له ليكون مرشحهم لمقعد في الكونغرس التالية. منطقة السادس، أو السادس وارد كما كان يطلق عليه عادة، كان معظمهم الايرلندي الأمريكية، وأعلن غريلي دعمه لجهود الايرلندية نحو الاستقلال من بريطانيا العظمى. جلس عند عقد المؤتمر في ديسمبر كانون الأول 1848. تم شراؤها اختيار غريلي من خلال تأثير حليفه Thurlow الأعشاب.
كما في الكونغرس لمدة ثلاثة أشهر، قدم غريلي تشريعات لعمل منزل من شأنه أن يسمح للمستوطنين الذين الأراضي المحسنة لشراء ذلك في انخفاض معدلات ربع ما من شأنه أن يدفع المضاربين. وقد لوحظ انه سرعان ما لأنه شن سلسلة من الهجمات على الامتيازات التشريعية، مع ملاحظة منها أعضاء الكونغرس في عداد المفقودين الأصوات، والتشكيك في مكتب البيت قسيس. وكان هذا كافيا لجعله لا تحظى بشعبية. لكنه غضب زملائه عندما نشرت تريبيون يوم 22 ديسمبر 1848 أدلة على أن العديد من أعضاء الكونغرس كان قد تم دفع مبالغ زائدة كبدل سفر. في يناير 1849، غريلي بدعم مشروع قانون من شأنه أن تصحيح هذه المسألة، لكنه هزم ذلك. كان مكروها كان ذلك، وقال انه كتب أحد الأصدقاء، أنه «ينقسم البيت إلى حزبين واحد والتي تود أن ترى لي انطفأت والأخرى التي لن يكون راضيا بدون يد في فعل ذلك.»
تشريع آخر، باءت جميعها بالفشل، الذي عرضته غريلي شملت محاولات لإنهاء الجلد في البحرية، وحظر الكحول من سفنها. حاول تغيير اسم الولايات المتحدة «كولومبيا»، وإلغاء العبودية في مقاطعة كولومبيا، وزيادة الرسوم الجمركية. كان واحدا تأثير دائم لمدة الكونغرس غريلي صداقته مع زميل اليميني، يقضي المصطلح الوحيد في مجلس النواب، ايلينوي ابراهام لنكولن. انتهت فترة غريلي بعد 3 مارس 1849، وعاد إلى نيويورك والمنبر، وجود، وفقا لوليامز، «فشلت في تحقيق الكثير باستثناء الشهرة».

### تأثير (1849-1860)

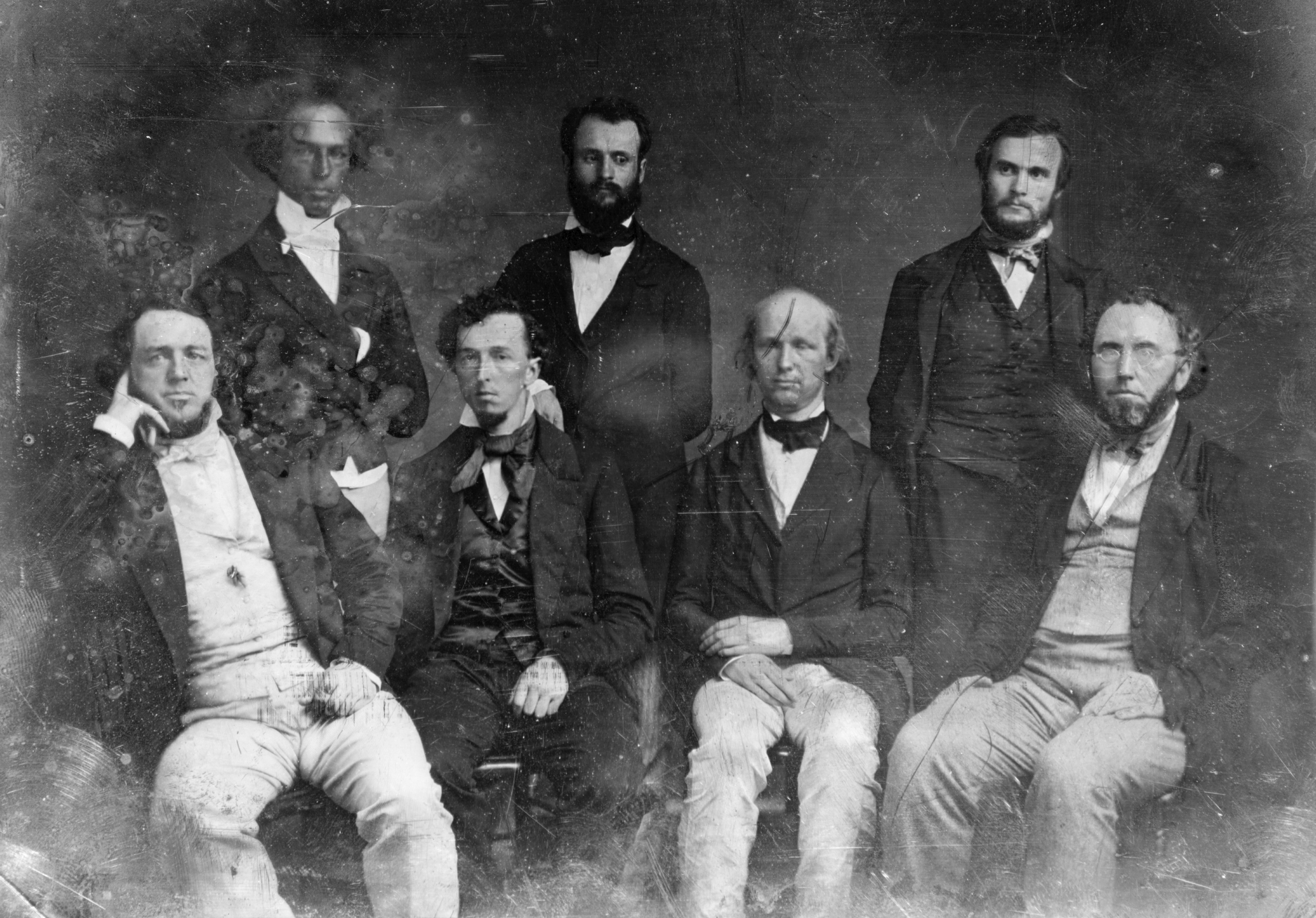
هيئة تحرير نيو يورك تريبيون. غريلي هو الثالث من اليسار في الصف الأمامي.

وبحلول نهاية 1840s، غريلي في تريبيون وليس فقط على أسس راسخة في نيويورك كورقة اليومية، وكان لها تأثير كبير على المستوى الوطني من خلال نسختها الأسبوعية، التي وزعت في المناطق الريفية والبلدات الصغيرة. اعتبر الصحفي بايارد تايلور نفوذها في الغرب الأوسط في المرتبة الثانية بعد أن الكتاب المقدس. وفقا لوليامز، يمكن أن تريبيون العفن الرأي العام من خلال افتتاحيات غريلي بشكل أكثر فعالية مما يمكن الرئيس. شحذ غريلي تلك المهارات مع مرور الوقت، وضع ما تراه منصب وزير الخارجية جون هاي، الذي كان يعمل في تريبيون في 1870s، و «الإنجيل وفقا للقديس هوراس».
ظلت تريبيون ورقة اليميني، ولكن اتخذ غريلي مسار مستقل. في عام 1848، وقال انه كان بطيئا لتأييد المرشح اليميني للرئاسة الجنرال زاكاري تايلور، لويسيانان وبطل الحرب المكسيكية الأمريكية. تعارض غريلي كل من الحرب وتوسيع العبودية إلى الأراضي الجديدة التي استولوا عليها من المكسيك، ويخشى أن تايلور دعم التوسع رئيسا للبلاد. تعتبر غريلي تأييد الرئيس السابق مارتن فان بورين، مرشح الحزب التربة مجاني، ولكن أقر أخيرا تايلور، الذي انتخب. كوفئ المحرر لولائه مع مصطلح الكونغرس. تأرجح غريلي على تقديم الدعم لتسوية عام 1850، الذي أعطى الفوز لكلا الجانبين من قضية العبودية، قبل أخيرا معارضته. في السباق الرئاسي 1852، انه يؤيد المرشح اليميني، الجنرال وينفيلد سكوت، ولكن هاجم منصة اليميني لدعمها لهذه التسوية. «نحن يتحداه، شجب فيه، بصق عليه.» وساهمت هذه الانقسامات الحزبية لهزيمة سكوت من قبل عضو مجلس الشيوخ نيو هامبشاير السابق فرانكلين بيرس.
في عام 1853، مع الحزب منقسم على نحو متزايد بشأن قضية العبودية، وطبع غريلي افتتاحية التنازل هوية الصحيفة كما اليميني ويعلن أن تكون غير حزبية. وأعرب عن ثقته بأن الورقة لن تعاني ماليا، والثقة في ولاء القارئ. كان البعض في الحزب لا آسف لرؤيته الذهاب: جمهورية، وهو جهاز اليميني، سخر غريلي ومعتقداته: «إذا كان الحزب هو أن تراكمت والحفاظ على Fourierism، التنويم المغناطيسي، قوانين مين الخمور، Rappings الروحية، Kossuthism، الاشتراكية، الإلغائية، وأربعين المذاهب الأخرى، ليس لدينا أي تصرف إلى الاختلاط مع أي هؤلاء الصحابة». عندما في عام 1854، قدم السناتور ستيفن دوغلاس له كانساس نبراسكا بيل، مما يسمح للسكان كل إقليم أن يقرر ما إذا كان من العبد والحر، وخاض غريلي بقوة التشريع في صحيفته. بعد أن مرت، واندلعت حرب الحدود في كانساس الإقليم، كان غريلي اطار جهود لارسال المستوطنين للدولة حرة هناك، وتسليحهم. في المقابل، يعترف أنصار العبودية غريلي وتريبيون كخصم، ووقف شحنات من ورقة إلى الجنوب ومضايقة وكلاء محليين. ومع ذلك، من قبل عام 1858، وصلت تريبيون 300,000 مشترك خلال الطبعة الأسبوعية، وأنه سيستمر في منصب صحيفة أمريكية سامية خلال سنوات الحرب الأهلية.
ساعد قانون كانساس نبراسكا تدمير الحزب اليميني، ولكن حزبا جديدا مع المعارضة لانتشار العبودية في قلبها كانت قيد المناقشة لعدة سنوات. وابتداء من عام 1853، وشارك غريلي في المناقشات التي أدت إلى تأسيس الحزب الجمهوري وربما يكون قد صاغ اسمها. حضر غريلي أول مؤتمر الحزب الجمهوري في ولاية نيويورك في عام 1854، ويشعر بخيبة أمل في عدم ترشيح أي حاكم أو نائب حاكم الولاية. التحول في الأحزاب وتزامن مع نهاية اثنين من مساعديه لفترة طويلة التحالفات السياسية: في ديسمبر كانون الأول عام 1854، كتب غريلي أن الشراكة السياسية بين الأعشاب، وليام سيوارد (الذي كان في ذلك الحين عضو مجلس الشيوخ بعد أن شغل منصب محافظ) ونفسه وانتهت «قبل الانسحاب من الشريك الأصغر». وغضبت غريلي بسبب خلافات رعاية، وشعرت سيوارد كان مغازلة منافسه صحيفة نيويورك تايمز حصول على الدعم.
في عام 1853، اشترت غريلي مزرعة في الريف Chappaqua، نيويورك، حيث جربت تقنيات الزراعة. في عام 1856، وقال انه صمم وبنى رحوبوت، واحدة من الهياكل الخرسانية الأولى في الولايات المتحدة.
واصلت تريبيون لطباعة مجموعة واسعة من المواد. في عام 1851، لمدير تحرير تشارلز دانا تجنيد كارل ماركس كمراسل أجنبي في لندن. تعاونت ماركس وفريدريك إنجلز على عمله لتريبيون، والتي استمرت لأكثر من عقد من الزمن، والتي تغطي 500 مقالة. شعرت غريلي مضطرة للطباعة، «السيد ماركس قررت جدا الآراء من تلقاء نفسه، مع بعض من التي نحن بعيدين عن الاتفاق، ولكن أولئك الذين لا يقرأون رسائله وإهمال واحدة من أهم المصادر مفيدة من المعلومات عن التساؤلات الكبرى السياسة الأوروبية الحالية».
في عام 1859، سافر غريلي في جميع أنحاء القارة لرؤية الغرب لنفسه، إلى الكتابة عن ذلك لتريبيون، والتعريف الحاجة إلى السكك الحديدية العابر للقارات. كما يعتزم إلقاء الخطب لتعزيز الحزب الجمهوري. ذهب إلى شيكاغو، ثم إلى لورانس في كنساس الإقليم، ولم يتأثر من قبل السكان المحليين. تولى غريلي واحدة من الحناطير الأولى لدنفر، ورؤية المدينة ثم في مسار تشكيل كمعسكر التعدين الذروة حمى البحث عن الذهب في بايك. إرسال برقيات إلى ينشر في تريبيون، تولى غريلي برا تريل، حيث بلغ سولت لايك سيتي، حيث أجرى مقابلة لمدة ساعتين مع زعيم المورمون، بريغهام يونغ، ومقابلة مع صحيفة الأولى قد يونغ معين. غريلي اجه الهنود، وكانت متعاطفة، ولكن مثل الكثير من وقته، وتعتبر الثقافة الهندية أقل شأنا. في ولاية كاليفورنيا، واستكشاف على نطاق واسع، وقدم العديد من العناوين.
1860 حملة
وعلى الرغم من انه لا يزال على علاقة ودية مع السيناتور سيوارد، غريلي يفكر أبدا بجدية المؤيدة له في سعيه للفوز بترشيح الحزب الجمهوري لمنصب الرئيس. بدلا من ذلك، خلال الفترة التي سبقت المؤتمر الوطني الجمهوري 1860 في شيكاغو، والضغط على ترشيح ممثل ولاية ميسوري السابق إدوارد بيتس الذي كان معارضا للانتشار العبودية الذي كان قد أفرج عباده الخاصة. في صحيفته، في الخطب، وفي المحادثة، دفعت غريلي بيتس كرجل يمكن أن يفوز الشمال وحتى تشق طريقها في الجنوب. ومع ذلك، عندما يكون أحد المرشحين الحصان الاسود للفوز بترشيح الحزب الجمهوري، أبراهام لينكولن، وجاء إلى نيويورك لإلقاء خطاب في كوبر يونيون، وحث غريلي القراء له للذهاب الاستماع لينكولن، وكان من بين الذين رافقوه إلى المنصة. يعتقد غريلي لنكولن كمرشح محتمل لمنصب نائب الرئيس.

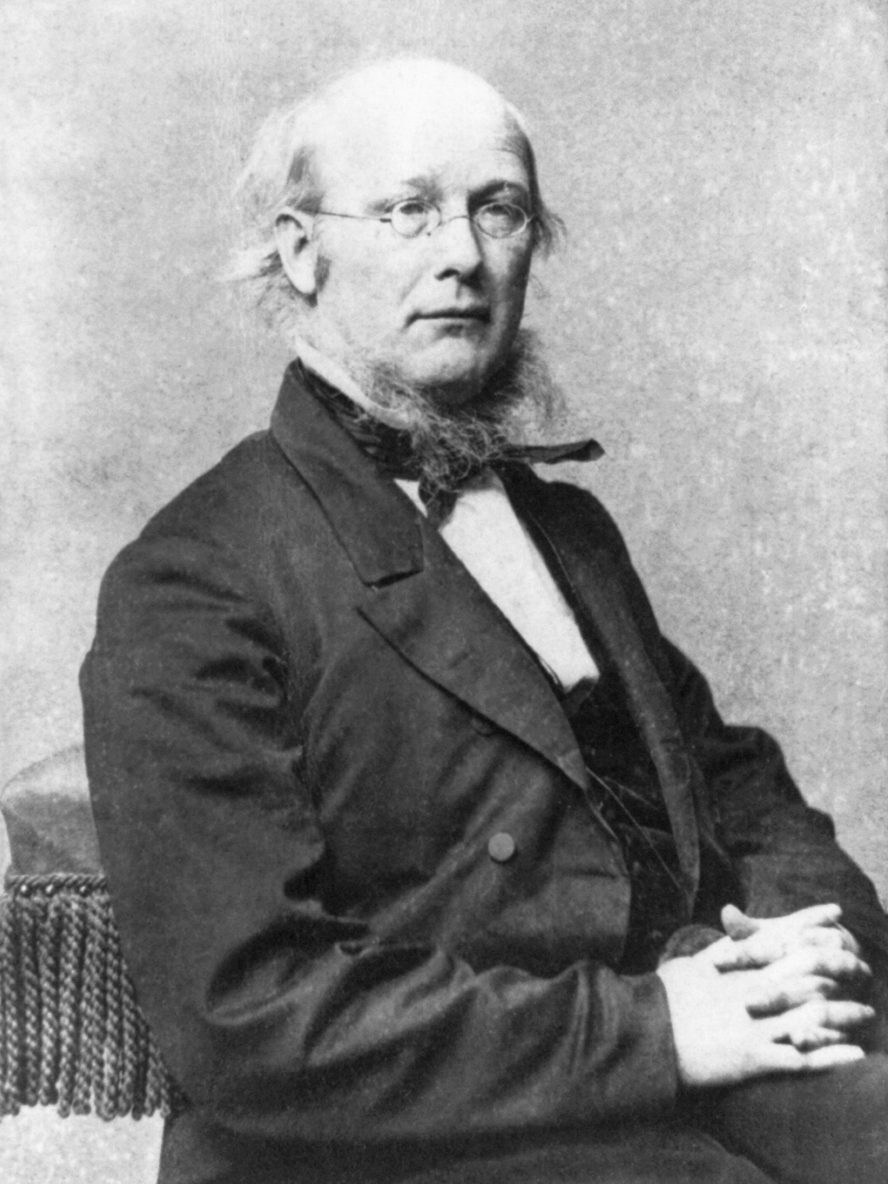
هوراس غريلى

حضر غريلي الاتفاقية كبديل لمندوب من ولاية أوريغون الذي لم يتمكن من الحضور. في شيكاغو، روج بيتس لكنها رأت قضيته ميؤوس منها، ويرى أن سيوارد أن يتم ترشيحه. في المحادثات مع المندوبين الآخرين، وتوقع أنه إذا رشح، سيوارد لا يمكن أن تحمل ولايات حاسمة مثل ولاية بنسلفانيا. القطيعة غريلي من سيوارد لم يكن معروفا على نطاق واسع، وإعطاء محرر المزيد من المصداقية. وأشار غريلي (وسيوارد) سيرة Glyndon G. فان Deusen أنه من غير المؤكد كيف كبيرة لعبت دورا غريلي في هزيمة سيوارد التي كتبها لينكولن لديه نجاح يذكر كسب مندوبين لبيتس. في الجولتين الأولى، قاد سيوارد لينكولن، ولكن على المرتبة الثانية بفارق ضئيل. بعد الاقتراع الثالث، الذي رشح لينكولن، كان ينظر غريلي بين وفد ولاية أوريغون، وجهه ابتسامة عريضة على وجهه. وفقا لالحائز على جائزة بوليتزر المؤرخ دوريس كيرنز غودوين «، فمن الصعب أن نتصور لينكولن السماح دخان كثيف الاستياء غريلي لسنوات كما فعل سيوارد».
قامت القوات سيوارد غريلي هدفا لغضبهم من هزيمة عضو مجلس الشيوخ. واحد مشترك إلغاء، والندم على الطابع ثلاث المائة، لديه لاستخدامها في الرسالة. غريلي زودت بديل. عندما تعرض للهجوم في الطباعة، وردت غريلي العينية. أطلق حملة ضد الفساد في نيويورك التشريعية، على أمل أن الناخبين هزيمة شاغلي والمشرعين الجدد سوف انتخابه لمجلس الشيوخ عند انتهاء فترة سيوارد في عام 1861 (مجلس الشيوخ وحتى 1913 تنتخبهم المجالس التشريعية للولايات). ولكن نشاطه الرئيسي خلال الحملة الانتخابية لعام 1860 وتعزز لينكولن وتشويه سمعة المرشحين الرئاسيين الآخرين. وأوضح المالكي أن الإدارة الجمهورية لن تتداخل مع العبودية حيث كان بالفعل، ونفى أن لينكولن كان في صالح حقوق التصويت للأميركيين الأفارقة. احتفظ الضغط حتى انتخب لينكولن في نوفمبر تشرين الثاني.
لينكولن قريبا يجب أن يكون معلوما أن سيوارد سيكون وزير الخارجية، وهذا يعني انه لن يكون مرشحا لاعادة انتخابه لمجلس الشيوخ. الاعشاب أراد وليام ماكسويل إيفرتس انتخب في مكانه، في حين تجمعت القوى المناهضة للسيوارد في نيويورك حول غريلي. وكانت ساحة المعركة الحاسمة في المؤتمر الحزبي الجمهوري، كما عقد حزب الأغلبية في المجلس التشريعي. لم قوات غريلي ليست لديها ما يكفي من الاصوات لإرساله إلى مجلس الشيوخ، ولكن كان لديهم ما يكفي من القوة لمنع ترشيح] [إفرتس] و. ألقى الاعشاب دعمه لايرا هاريس، الذي كان قد تلقى بالفعل عدة صوتا، والذي تم اختياره من قبل التجمع، وانتخب من قبل السلطة التشريعية في فبراير 1861. والاعشاب المحتوى، قد منعت المحرر، وذكر انه «دفع الدفعة الأولى على الديون الكبيرة للسيد غريلي».
حرب اهلية
اندلعت حرب
بعد الانتخابات لينكولن، كان هناك حديث عن الانفصال في الجنوب. كان تريبيون في البداية لصالح الانفصال السلمي، مع الجنوب أصبح دولة مستقلة. وفقا لمقال افتتاحي يوم 9 نوفمبر
ظهرت افتتاحيات مماثلة خلال يناير 1861، وبعد ذلك أخذت افتتاحيات تريبيون موقفا متشددا في الجنوب، والامتيازات معارضة. ويخلص وليامز أن «لحظة وجيزة، وكان هوراس غريلي يعتقد أن الانفصال السلمي قد يكون شكلا من أشكال الحرية أفضل من الحرب الأهلية». وهذا من شأنه مغازلة قصيرة مع الانشقاق عواقب لغريلي-أنه كان يستخدم من قبل خصومه ضده عندما ترشح للرئاسة في عام 1872.
في الأيام التي سبقت تنصيب لينكولن، ترأس تريبيون الأعمدة التحرير في كل يوم، بحروف كبيرة: «! لا يوجد حل وسط / لا تنازل للخونة / الدستور كما هو!» حضر غريلي افتتاح، ويجلس بالقرب من السناتور دوغلاس، كما أشاد تريبيون بداية من رئاسة لينكولن. عندما هاجمت القوات الجنوبية فورت سمتر، تريبيون عن أسفه لفقدان الحصن، ولكن صفق حقيقة أن الحرب لإخضاع المتمردين، الذين شكلوا الولايات الكونفدرالية الأمريكية، أن تتخذ الآن مكان. وانتقدت الصحيفة لينكولن لعدم سريعة لاستخدام القوة.
خلال فصلي الربيع والصيف في وقت مبكر من عام 1861، فاز غريلي ومنبر طبل لهجوم الاتحاد. أصبح «الدخول إلى ريتشموند»، وهي العبارة التي صيغت من قبل ركيزة تريبيون، كلمة السر للصحيفة كما حث غريلي احتلال عاصمة المتمردين ريتشموند أمام الكونغرس الكونفدرالية يمكن أن يجتمع في يوليو 20. ويرجع ذلك جزئيا إلى ضغط الرأي العام، لينكولن أرسل الجيش الاتحاد نصف مدربين في مجال في معركة الأولى من ماناساس في منتصف يوليو تموز حيث تعرض للضرب ذلك على نحو سليم. ألقت هزيمة غريلي في اليأس، وكان قد عانى من انهيار عصبي.
«الصلاة العشرين الملايين»
استعادة الصحة لمدة أسبوعين في المزرعة كان قد تم شراؤها في Chappaqua، عاد غريلي إلى تريبيون وسياسة الدعم العام للإدارة لينكولن، حتى بعد الكلمات الرقيقة ليقوله عن الأمين سيوارد، عدوه القديم. وكان داعما حتى خلال الهزائم العسكرية من السنة الأولى من الحرب. في وقت متأخر من عام 1861، اقترح لينكولن عن طريق وسيط ان الرئيس تزويده بمعلومات مسبقة لسياساتها، في مقابل تغطية الصديقة في تريبيون. لينكولن تقبل بشغف، «وجود له بحزم وراء لي سوف يكون من المفيد بالنسبة لي كما جيشا من مائة ألف رجل.»
في أوائل عام 1862، ومع ذلك، كان غريلي مرة أخرى حاسما في بعض الأحيان من الإدارة بسبب الإحباط الناجم عن الفشل في تحقيق انتصارات عسكرية حاسمة، ومنزعجة من البطء الرئيس على الالتزام بتحرير العبيد مرة واحدة هزم الكونفدرالية، شيئا ما كان تريبيون تحث في افتتاحياتها. وكان هذا التغيير في التفكير غريلي والتي بدأت بعد الأولى ماناساس، والتحول من الحفاظ على الاتحاد أن يكون غرض حرب الأولية إلى الرغبة في الحرب لإنهاء العبودية. بحلول شهر مارس، وكان العمل الوحيد ضد العبودية أن لينكولن كان يؤيد اقتراح لتعويض التحرر في الولايات الحدودية التي ظلت موالية للاتحاد، على الرغم من انه وقع على قانون إلغاء الرق في مقاطعة كولومبيا. لينكولن يفترض سأل مراسل تريبيون «ما في العالم هو الأمر مع العم هوراس؟ لماذا لا يستطيع أن يضبط نفسه وانتظر قليلا من الوقت؟»
الحث غريلي لينكولن بلغت ذروتها في خطاب له في 19 أغسطس 1862، وأعيد طبعه في اليوم التالي في المنبر باسم «الصلاة من الملايين وعشرون». وبحلول ذلك الوقت، كان لينكولن أبلغ حكومته من إعلان تحرير العبيد الأولي كان قد تتألف، وقيل غريلي منه في نفس اليوم الذي طبع الصلاة. في رسالته، طالب غريلي العمل على التحرر، والتطبيق الصارم لقوانين المصادرة. لينكولن «يجب محاربة العبودية مع الحرية»، وليس محاربة «الذئاب مع الأجهزة من الأغنام».
سيكون الرد لينكولن تصبح مشهورا، أكثر من ذلك بكثير حتى من الصلاة التي أثارتها. «بلدي الكائن الأسمى في هذا الصراع هو إنقاذ الاتحاد، وليس إما لإنقاذ أو لتدمير العبودية، وإذا كنت يمكن أن ينقذ الاتحاد من دون تحرير أي الرقيق، وأود أن تفعل ذلك، وإذا كنت قد حفظه عن طريق تحرير كل العبيد أود أن تفعل ذلك، وإذا كنت قد حفظه عن طريق تحرير بعض وترك الآخرين وحدها وأود أن تفعل أيضا أن ما أقوم به حول العبودية، وسباق الملونة، أفعل لأنه يساعد على إنقاذ الاتحاد؛ وما امتنع عنه لقد امتنع عنه لأنني لا أعتقد أنه من شأنه أن يساعد على إنقاذ الاتحاد». أغضب بيان لينكولن دعاة إلغاء عقوبة الإعدام. زوجة وليام سيوارد فرانسيس اشتكت لزوجها أن لينكولن جعلت الأمر يبدو «أن مجرد حفظ معا عددا من الدول هو أكثر أهمية من حرية الإنسان.» شعرت غريلي كان لنكولن لم تجب حقا له، «لكنني سوف يغفر له كل شيء إذا كان سوف يصدر إعلان». متى لينكولن، في 22 أيلول، أشاد غريلي إعلان تحرير العبيد بأنها «نعمة كبيرة من الحرية». وفقا لوليامز، «كانت حرب لينكولن للاتحاد الآن أيضا حرب غريلي للتحرير».

#### مشروع أعمال الشغب وجهود السلام

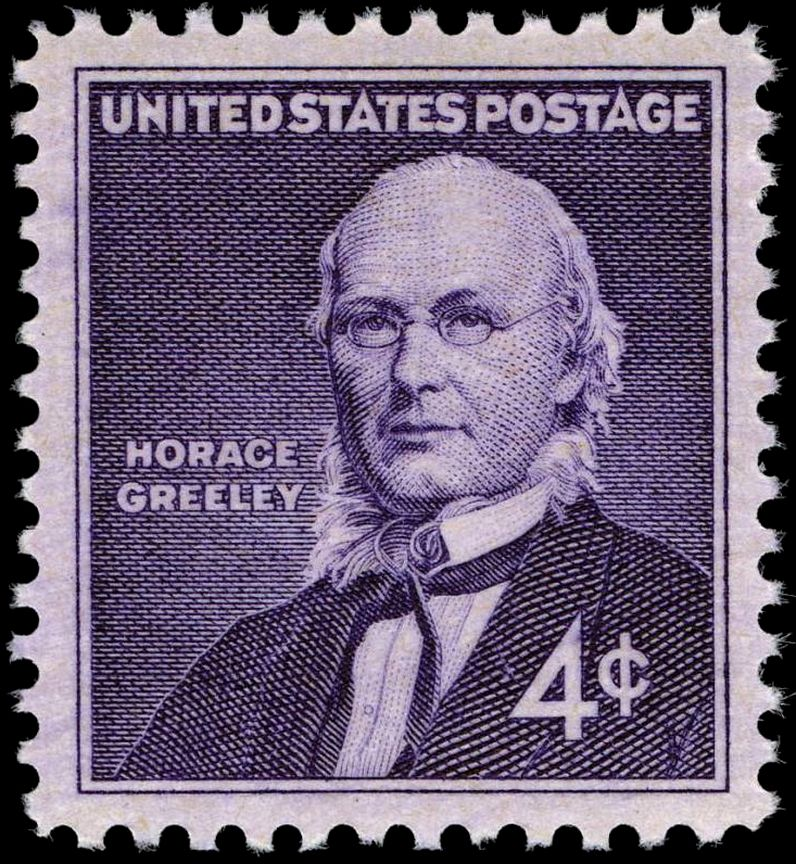
هوراس غريلي تكريم على طابع بريد الولايات المتحدة 1961

بعد الاتحاد والنصر في جيتيسبيرغ في مطلع تموز / يوليو 1863، تريبيون كتب أن التمرد قد يكون بسرعة «ختمها». بعد أسبوع من المعركة ، مدينة نيويورك مشروع أعمال شغب اندلعت. غريلي ، تريبيون عموما داعمة من التجنيد ، على الرغم من الشعور بأن الأغنياء لا ينبغي أن يسمح للتهرب من ذلك من خلال التعاقد مع بدائل. دعم مشروع جعلهم أهدافا من الغوغاء ، تريبيون بناء كان محاطا ، مرة واحدة على الأقل غزت. غريلي تأمين الأسلحة من بروكلين ساحة البحرية و 150 من الجنود أبقى مبنى آمن. مريم غريلي وأطفالها كانوا في مزرعة في Chappaqua ؛ الغوغاء تهديد لهم ، ولكن فرقت دون إيذاء.
في آب / أغسطس 1863، غريلي طلب شركة هارتفورد الناشرين إلى كتابة تاريخ الحرب. غريلي المتفق عليها، وعلى مدار ثمانية أشهر تحده 600 صفحة الحجم الذي سيكون أول من اثنين ، بعنوان الأمريكية الصراع. الكتب كانت ناجحة جدا ، بيع ما مجموعه 225، 000 نسخة من 1870 كبير للبيع.
طوال فترة الحرب ، غريلي لعبت مع أفكار بشأن كيفية تسوية. في عام 1862، غريلي قد اقترب الوزير الفرنسي إلى واشنطن هنري Mercier, لمناقشة بوساطة التسوية. ومع ذلك ، سيوارد رفض مثل هذه المحادثات احتمال التدخل الأوروبي تراجعت بعد الدموي الاتحاد النصر في أنتيتام في أيلول / سبتمبر 1862. في تموز / يوليه عام 1864، غريلي وردت كلمة أن هناك الكونفدرالية المفوضين في كندا ، مخولة لتقديم السلام. في الواقع ، كان الرجال في شلالات نياغارافي كندا إلى المساعدات السلام الديمقراطيين وغير ذلك تقويض الاتحاد المجهود الحربي. ولكن لعبوا جنبا إلى جنب عندما غريلي سافر إلى شلالات نياغارا في لينكولن طلب: الرئيس كان على استعداد للنظر في أي صفقة ضم شمل والتحرر. الأحزاب ولا تفويض وكانت مستعدة لمرافقة غريلي إلى واشنطن في إطار السلوك الآمن. غريلي عاد إلى نيويورك ، الحلقة ، عندما أصبح الجمهور ، بالحرج الإدارة. قال لينكولن شيء علنا بشأن غريلي هو ساذج السلوك ، ولكن القطاع الخاص أشار إلى أنه لديه الثقة به بعد الآن.
غريلي لم يكن في البداية دعم لينكولن الترشيح في عام 1864، الصب عن المرشحين الآخرين. في شباط / فبراير ، وكتب في تريبيون أن لينكولن لا يمكن أن انتخب لولاية ثانية. ومع ذلك لم يحصل أي من المرشحين جعلت تحديا خطيرا لينكولن ، الذي رشح في حزيران / يونيه ، تريبيون صفق قليلا. في آب / أغسطس ، خوفا من انتصار الديمقراطية وقبول الكونفدرالية ، غريلي تشارك في المؤامرة على اتفاقية جديدة لترشيح مرشح آخر ، مع لينكولن الانسحاب. المؤامرة جاء إلى لا شيء. مرة واحدة أتلانتا اتخذ من قبل قوات الاتحاد في أيلول / سبتمبر 3, Greeley أصبح مؤيد متحمس لينكولن. غريلي يسره كل من لينكولن إعادة انتخاب واستمر الاتحاد الانتصارات.

### إعادة الإعمار
الحرب نهايته في نيسان / أبريل عام 1865، غريلي ، تريبيون حث الشهامة نحو هزم الأحزاب بحجة أن جعل الشهداء من قادة الكونفدرالية سوف تلهم فقط في المستقبل المتمردين. هذا الحديث من الاعتدال توقفت عند لنكولن اغتيل من قبل جون ويلكس بوث. العديد من خلصت إلى أن لينكولن كان قد سقط نتيجة النهائي المتمردين المؤامرة الجديدة الرئيس أندرو جونسون، عرضت 100، 000 دولار من أجل القبض على الهارب الكونفدرالية الرئيس جيفرسون ديفيس. بعد زعيم المتمردين تم القبض غريلي في البداية دعا إلى أن «العقاب يكون يلقاها في اتفاق مع مجرد الحكم».
خلال عام 1866، غريلي editorialized أن ديفيس الذي كان محتجزا في قلعة مونرو، إما أن يكون حرا أو محاكمة. ديفيس زوجة Varina حث غريلي استخدام نفوذه للحصول على زوجها. في أيار / مايو 1867، ريتشموند القاضي تعيين الإفراج بكفالة عن الرئيس السابق الحليف الرئيس في 100، 000 دولار. غريلي كان من بين الذين وقعوا على الكفالة، التقى الرجلان لفترة وجيزة في المحكمة. هذا القانون أدت إلى الغضب الشعبي ضد غريلي في الشمال. مبيعات المجلد الثاني من تاريخه (نشرت في عام 1866) انخفضت بشكل حاد. الاشتراكات إلى تريبيون (وخاصة الأسبوعية تريبيون) كما أنزلت ، على الرغم من أنها استردت خلال عام 1868 الانتخابات.
بداية كما مؤيد، Greeley سرعان ما خاب أمله مع الرئيس جونسون ، الذي سياسات التعمير يسمح سريعة تشكيل حكومات الدول دون الحكم من أجل التصويت على المعتق. عندما عقد المؤتمر تدريجيا سيطرتها إعادة الإعمار ، غريلي عموما يؤيد أفعالهم، لصالح العالمي الذكور الاقتراع وغضبه ضد الحلفاء بعد أن تبرد ، منظمة العفو الدولية. في حين غريلي عموما يؤيد جذرية الجمهوريين ، لم يعجبه قسوة ثاديوس ستيفنز. غريلي ركض على الكونغرس في عام 1866، لكنه خسر بشدة، وعلى مجلس الشيوخ في الانتخابات التشريعية التي عقدت في أوائل عام 1867، إلى أن هزم من قبل روسكو Conkling.
الرئيس والكونغرس اشتبكت ، غريلي لا تزال تعارض بشدة جونسون ، الرئيس عندما تم خلعه من منصبه في عام 1868، غريلي ، تريبيون بقوة إبعاده بقوة مهاجمة جونسون. ومع ذلك ، فإن الرئيس قد برئ من قبل مجلس الشيوخ ، غريلي خيبة أمل. أيضا في عام 1868، غريلي سعى ترشيح الحزب الجمهوري لمنصب الحاكم ، ولكن تم إحباط Conkling القوات. غريلي يؤيد ناجحة الجمهوري المرشح الرئاسي الجنرال يوليسيس إس غرانت في عام 1868 الانتخابات.

### منحة سنوات

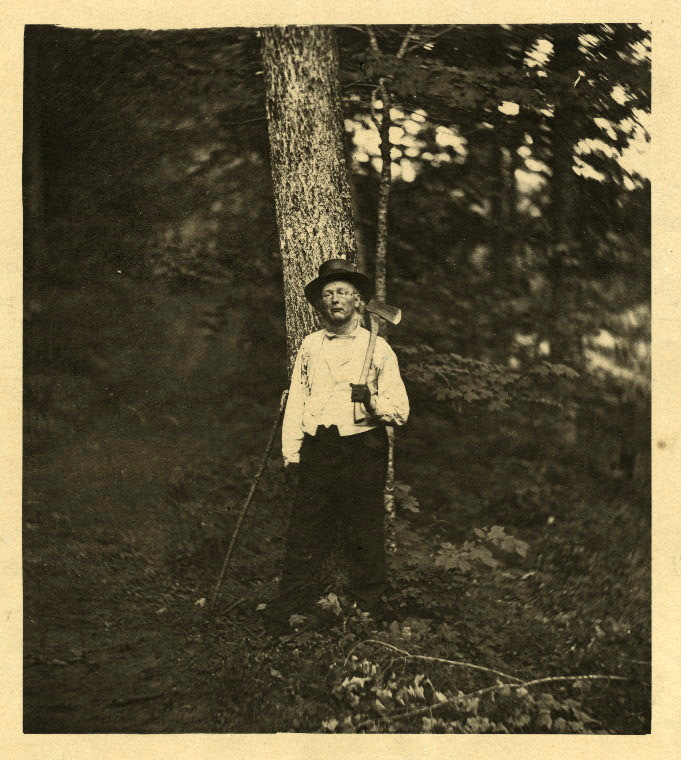
غريلي في Chappaqua مزرعة في عام 1869 ، تصويرها من قبل صديقه جورج G. Rockwood.

في عام 1868، وايتلو ريد انضم تريبيون 's الموظفين مدير تحرير. في ريد غريلي قد وجدت موثوقة الثاني في القيادة. أيضا على تريبيون الموظفين في أواخر 1860 كان مارك توين; هنري جورج أحيانا ساهم القطع ، كما فعل بريت هارت. في عام 1870، جون هاي، انضم الموظفين كاتب افتتاحية. غريلي قريبا وضوحا القش أبرع في هذا الحرف من أي وقت مضى أن أكتب عن تريبيون.
غريلي الحفاظ على اهتمامه في associationism. بداية في عام 1869، كان متورطا بشكل كبير في محاولة العثور عليها المدينة الفاضلة ، ودعا الاتحاد مستعمرة كولورادو، في البراري في مخطط بقيادة ناثان ميكر. الجديدة مدينة Greeley, «كولورادو» من كان اسمه من بعده. شغل منصب أمين الصندوق والصوم ميكر المال للحفاظ على مستعمرة واقفا على قدميه. في عام 1871، غريلي نشر كتاب ما أعرفه عن الزراعة ، استنادا إلى خبرته في مرحلة الطفولة وذلك من منزله البلاد في Chappaqua.
غريلي واصلت السعي إلى المناصب السياسية تشغيل مراقب الدولة في عام 1869 ومجلس النواب في عام 1870، تفقد كل مرة. في عام 1870، رئيس المنحة المقدمة غريلي منصب وزير إلى سانتو دومينغو (اليوم، جمهورية الدومينيكان) الذي رفض.

## المرشح الرئاسي

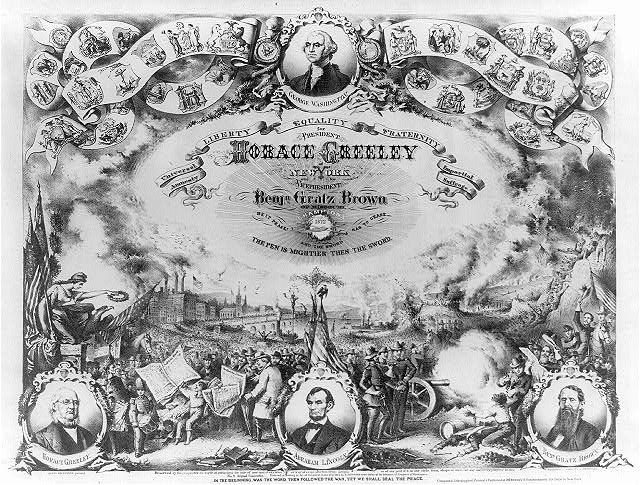
غريلي/البني ملصق الحملة

كما كان الحال لكثير من القرن 19، واصلت الأحزاب السياسية تشكيل وتتلاشى بعد الحرب الأهلية. في أيلول / سبتمبر عام 1871، ميسوري السيناتور كارل Schurz شكلت الليبرالية الحزب الجمهوري ، التي تأسست على المعارضة أن الرئيس منح المعارضة إلى الفساد ، ودعم إصلاح الخدمة المدنية ، وانخفاض الضرائب وإصلاح الأراضي. فجمع حوله مجموعة منتقاة من المؤيدين الذين الحقيقي الوحيد الرابط كان معارضتهم منحة إدارة التي قد ثبت أنها فاسدة على نحو متزايد. الحزب في حاجة إلى مرشح الانتخابات الرئاسية القادمة. غريلي كانت واحدة من أفضل المعروفة الأميركيين ، فضلا عن كونها مرشحة دائمة. وكان أكثر العقول إلى النظر في تشغيل للحصول على ترشيح الحزب الجمهوري خوفا من التأثير على منبر يجب عليه أن ينشق الحزب. ومع ذلك أراد أن يكون رئيس جمهوري إذا كان ذلك ممكنا ، إذا لم يكن كذلك ، كما الليبرالي الجمهوري.
الليبرالية المؤتمر الوطني الجمهوري التقى في سينسيناتي في مايو 1872. غريلي كان يتحدث من كمرشح محتمل ، كما كان حاكم ولاية ميسوري بنيامين Gratz البني. Schurz كان غير مؤهل كما المولودين في الخارج. في الاقتراع الأول ، محكمة العدل العليا ديفيد ديفيس led, ولكن غريلي أخذت الضيقة تؤدي في الاقتراع الثاني. الوزير السابق إلى بريطانيا تشارلز فرانسيس آدامز أخذت زمام المبادرة ، ولكن على الاقتراع السادس بعد «عفوية» التظاهرة نظمت من قبل ريد غريلي اكتسبت الترشيح ، مع براون منصب نائب المرشح الرئاسي.

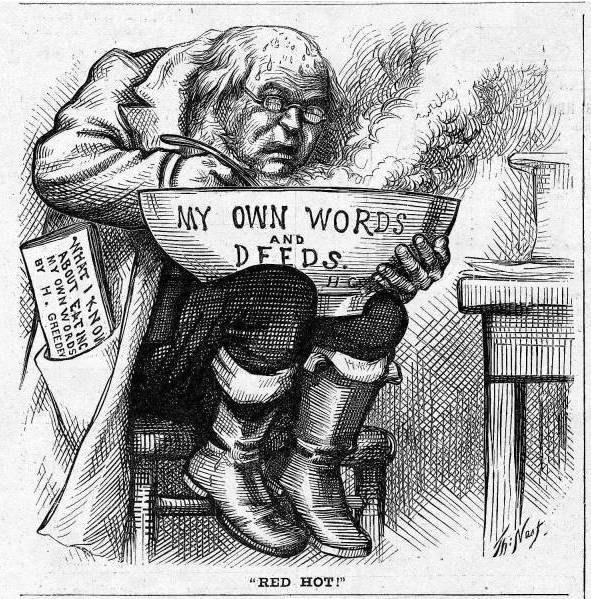
توماس ناست الكرتون على 1872 حملة تزعم أن غريلي كان يتعارض له في وقت سابق من المواقف

الديمقراطيين ، عندما التقيا في بالتيمور في تموز / يوليه ، تواجه خيارا صعبا إما ترشيح Greeley, طويلة شوكة في جانبهم ، أو تقسيم المضادة منح التصويت والذهاب إلى الهزيمة معينة. اختاروا السابق ، بل اعتمد الليبرالي الجمهوري منصة تدعو إلى المساواة في الحقوق بين الأمريكيين من أصل أفريقي. كان هذا هو أول الوقت رجل واحد رشح الرئيس من قبل اثنين من الأحزاب السياسية. غريلي استقال من منصب رئيس تحرير منبر للحملة ،  وغير عادي في الوقت ، شرعت في جولة محاضرات لتحقيق رسالته إلى الناس. كما كان أكثر من المعتاد المرشحين مكتب رئيسي إلى عدم بنشاط الحملة كان هاجم كباحث عن بعد مكتب. ومع ذلك ، في أواخر يوليو ، غريلي (و آخرون ، مثل السابق أوهايو الحاكم Rutherford B. Hayes) يعتقد انه سيكون من المرجح جدا أن يكون منتخبا. غريلي حملة على منصة القطاعات المصالحة ، بحجة أن الحرب على مسألة الرق حلها. حان الوقت لاستعادة الحياة الطبيعية وإنهاء الاحتلال العسكري من الجنوب.
الجمهوري المضاد الممولة جيدا ، متهما غريلي من الدعم في كل شيء من الخيانة إلى كو كلوكس كلان. مكافحة غريلي الحملة الشهيرة وفعالية لخص في الرسوم من توماس ناست ، الذي منح لاحقا الفضل دورا رئيسيا في إعادة انتخابه. ناست الرسوم أظهرت غريلي إعطاء أموال الكفالة جيفرسون ديفيس ، رمي الطين على منحة والمصافحة مع جون ويلكس بوث عبر لينكولن القبر. في كريدي هذه الشركة فضيحة الفساد في تمويل الاتحاد المحيط الهادئ السكة الحديد—اندلعت في سبتمبر / أيلول ، ولكن غريلي كان غير قادر على الاستفادة من منحة إدارة علاقات فضيحة كما كان السهم في السكك الحديدية نفسه ، وبعض المزعومة كانت قد أعطيت له في مقابل تغطية مواتية.
غريلي زوجة مريم قد عاد مريضا من رحلة إلى أوروبا في أواخر يونيو حزيران. حالتها سوءا في تشرين الأول / أكتوبر ، وهو فعال قطعت الحملة بعد 12 أكتوبر أن يكون معها. توفيت في 30 تشرين الأول، ليدفع به إلى اليأس قبل أسبوع من الانتخابات. النتائج السيئة الديمقراطيين في هذه الانتخابات مكاتب أخرى في أيلول / سبتمبر وتشرين الأول / أكتوبر بشرت هزيمة Greeley, واثبت ذلك. حصل 2,834,125 صوتا مقابل 3,597,132 على منحة من المضمون 286 الناخبين إلى 66 اختيار غريلي. محرر-تشغيل-مرشح فاز فقط ست دول: جورجيا، كنتاكي، ميريلاند وميسوري وتينيسي وتكساس.

### الشهر الأخير والموت
غريلي استأنف تحرير من تريبيون ، ولكن سرعان ما تعلمت كانت هناك حركة الجارية للإطاحة به. وجد نفسه غير قادر على النوم ، وبعد زيارة أخيرة إلى تريبيون يوم 13 نوفمبر تشرين الثاني (بعد أسبوع من الانتخابات) ما زال تحت الرعاية الطبية. بناء على توصية من طبيب العائلة ، غريلي تم إرسالها إلى اللجوء الدكتور جورج س. Choate في Pleasantville, نيويورك. هناك كان سوءا ، وتوفي في 29 تشرين الثاني، مع اثنين من الناجين بنات وايتلو ريد في فريقه.
وفاته جاءت قبل الهيئة الانتخابية balloted. له 66 الأصوات الانتخابية مقسمة بين أربعة آخرين ، أساسا إنديانا الحاكم المنتخب توماس أ. هندريكس وغريلي نائب الرئاسية تشغيل زميله بنيامين Gratz البني.
على الرغم من أن غريلي طلب بسيط جنازة بناته تجاهل رغباته وترتيب القضية الكبرى. وقال انه دفن في بروكلين's الأخضر-الخشب المقبرة. من بين المشيعين ، تريبيون الموظفين بما في ذلك ريد القش له الصحفية منافسيه ، ومجموعة واسعة من السياسيين بقيادة الرئيس غرانت.

## تقييم

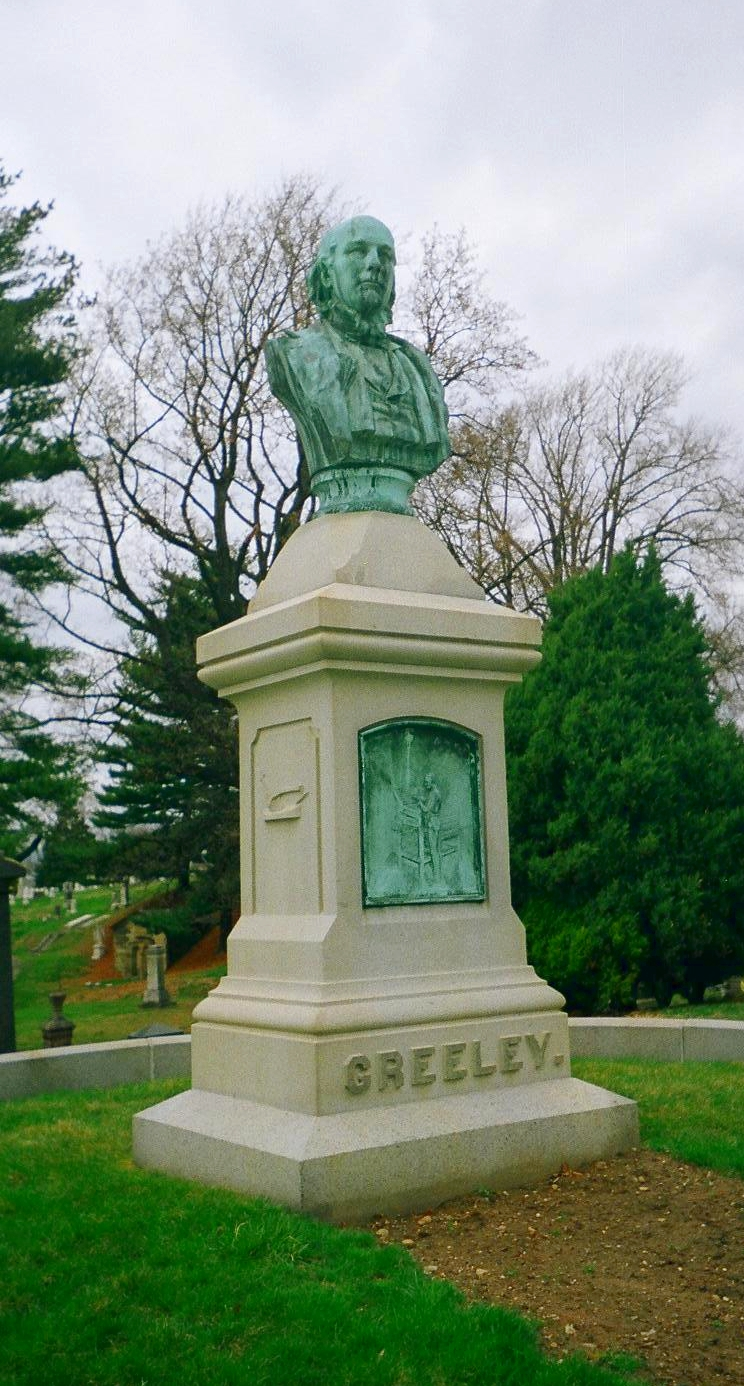
Monument of Horace Greeley in Green-Wood Cemetery

على الرغم من السم الذي كان قد انبعث عليه في الحملة الانتخابية الرئاسية ، غريلي وفاة علنا نعى. هاربر الأسبوعيةالتي قد طبع ناست الرسوم ، وكتبت: «منذ اغتيال السيد لينكولن موت لا أمريكا كان بصدق عن أسفه كما أن هوراس غريلي ؛ مأساوية الظروف أعطت بشكل غريب حنون رثاء أن كل ما قيل له.» هنري وارد بيتشر كتب في المسيحية الاتحاد «عندما هوراس غريلي مات الظالم ومن الصعب الحكم عليه مات أيضا». هارييت بيتشر ستو وأشار غريلي غريب الأطوار اللباس «أن الفقراء قبعة بيضاء! إذا للأسف أنها تغطي العديد من نقاط الضعف ، فهو يشمل أيضا الكثير من القوة الحقيقية بكثير اللطف والإحسان وكثيرا أن العالم سيكون أفضل».
غريلي رأي من الحرية في الرغبة في أن تتاح للجميع فرصة أفضل من أنفسهم. وفقا سيرته ، إريك S. لوند «مخصصة المصلح الاجتماعي بعمق متعاطفة مع علاج الفقراء البيض ذكور العبيد السود الأحرار والنساء البيض ، وقال انه لا يزال يتبناها فضائل المساعدة الذاتية والمشاريع الحرة». فان Deusen قائلا: «له حقيقية تعاطف الإنسان ، له الأخلاقية الحماس، حتى الاستثارة التي كانت جزءا من ماكياج ، حتم أنه ينبغي أن الحملة الصليبية من أجل عالم أفضل. فعل ذلك مع الرسولية الحماس.»
ومع ذلك، Greeley فعالية كمصلح تضعف له الخصوصيات: وفقا وليامز انه «يجب أن يكون بدا الظهور رجل غريب الأطوار والعادات يرتدون ملابس قديمة الكتان المعطف الذي جعله يبدو مثل المزارع الذي جاء إلى المدينة للحصول على الإمدادات». فان Deusen كتب «غريلي فعالية كما الصليبية كانت محدودة بعض الصفات والخصائص. ثقافيا ناقصة كان إلى نهاية جاهل من القيود الخاصة، وهذا الجهل كان العائق الكبير.»
الشرق تريبيون ظلت تحت هذا الاسم حتى عام 1924 عندما اندمجت مع نيويورك هيرالد لتصبح نيويورك هيرالد تريبيون ، والتي نشرت حتى عام 1966. اسم نجا حتى عام 2013 عندما انترناشيونال هيرالد تريبيون أصبح الدولية «نيويورك تايمز».
هناك تمثال غريلي في قاعة المدينة بارك في نيويورك ، تبرعت بها منبر الجمعية. يلقي في عام 1890، ليس مخصص حتى عام 1916. الثانية تمثال غريلي يقع في غريلي متر في وسط مانهاتن. غريلي مربع في برودواي 33rd Street, كان اسمه من قبل مدينة نيويورك المشتركة في التصويت بعد غريلي الموت. فان Deusen اختتمت سيرته الذاتية من غريلي:
في عام 1984، خيالية نسخة من غريلي كان موضوع كامل كوميدي حجم الكتاب عند الكتاب الهزلي الفرنسي الفنانين موريس، كزافييه Fauche وجان Léturgie خلق قصة "Le ديلي ستار"،53 الدفعة من لاكي لوك سلسلة.

## الملاحظات والمراجع

### الاستشهادات
1. 1 2  Encyclopædia Britannica | Horace Greeley (بالإنجليزية), QID:Q5375741
2. 1 2  Brockhaus Enzyklopädie | Horace Greeley (بالألمانية), OL:19088695W, QID:Q237227

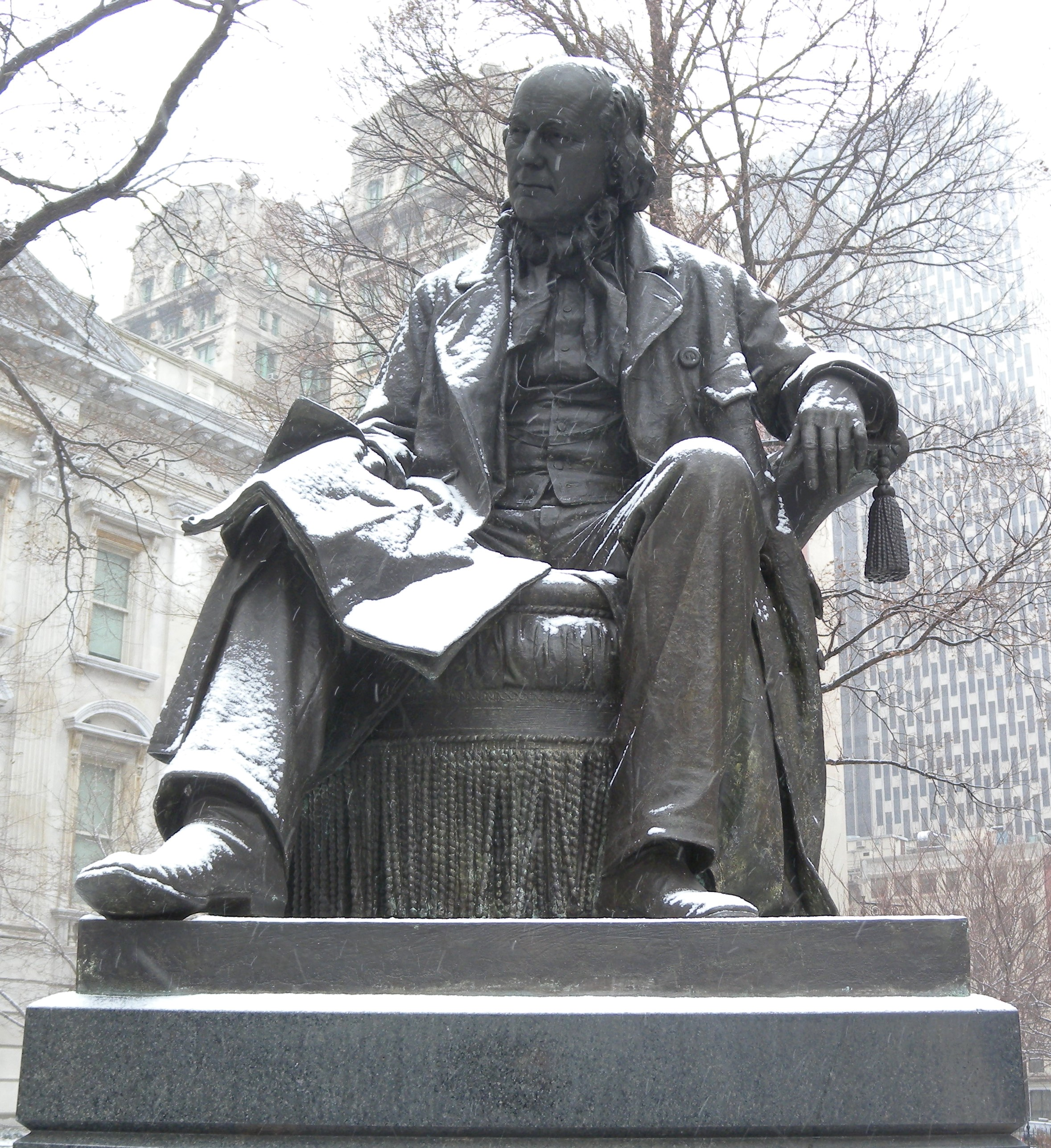
هوراس غريلي تمثال
قاعة المدينة بارك

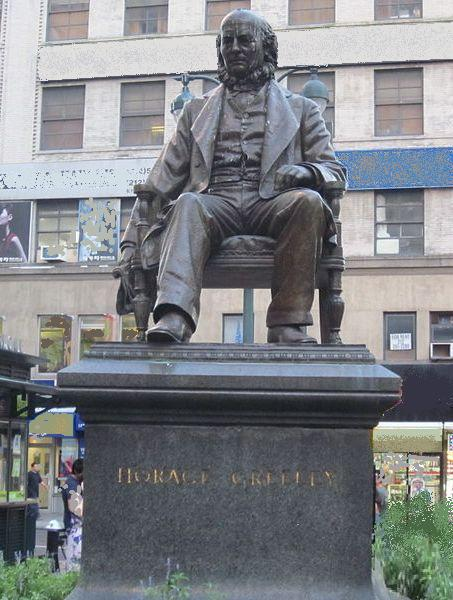
هوراس غريلي تمثال
غريلي سكويرفي نيويورك

3. ↑  Doris Kearns Goodwin (25 Oct 2005), Team of Rivals: The Political Genius of Abraham Lincoln (بالإنجليزية), Simon & Schuster, OL:1856010W, QID:Q7691655
4. ↑  Charles Dudley Warner, ed. (1897), Library of the World's Best Literature (بالإنجليزية), QID:Q19098835
5. 1 2 3 4 5 6 7 8 9 10 11 12 13 14 15 16 17 18 19 20 21  Williams.
6. 1 2 3 4 5 6 7  Stoddard.
7. 1 2  Goodwin.
8. 1 2 3 4 5 6  Hale.
9. 1 2 3 4 5 6 7 8 9 10 11  Van Deusen.
10. ↑  Taliaferro.
11. 1 2 3 4 5 6 7  Seitz.
12. 1 2 3   {{استشهاد ويب}}: استشهاد فارغ! (مساعدة)
13. 1 2   {{استشهاد بخبر}}: استشهاد فارغ! (مساعدة)
14. ↑  Linn، William Alexander (1912). Horace Greeley: Founder and Editor of the New York Tribune. D. Appleton. ص. 258–259. OCLC:732763. مؤرشف من الأصل في 2016-04-02.
15. ↑  Morris; Léturgie, Jean; Fauche, Xavier (1984).

- {{استشهاد بدورية محكمة}}: استشهاد فارغ! (مساعدة)(subscription required)
- Goodwin، Doris Kearns (2005). Team of Rivals: The Political Genius of Abraham Lincoln. Simon & Schuster. ISBN:978-0-684-82490-1. {{استشهاد بكتاب}}: الوسيط |ردمك= و|ISBN= تكرر أكثر من مرة (مساعدة)
- Hale، William Harlan (1950). Horace Greeley: Voice of the People. Harper & Brothers. OCLC:336934.
- {{استشهاد ويب}}: استشهاد فارغ! (مساعدة)
- Lunde، Erik S. (1981). Horace Greeley. Twayne Publishers. ISBN:0-8057-7343-6. {{استشهاد بكتاب}}: الوسيط |ردمك= و|ISBN= تكرر أكثر من مرة (مساعدة)
- {{استشهاد بموسوعة}}: استشهاد فارغ! (مساعدة)
- Seitz، Don Carlos (1926). Horace Greeley: Founder of The New York Tribune. مؤرشف من الأصل في 2019-07-10.
- Snay، Mitchell (2011). Horace Greeley and the Politics of Reform in Nineteenth-Century America. Rowman & Littlefield Publishers Inc. مؤرشف من الأصل في 2019-12-15.
- Stoddard، Henry Luther (1946). Horace Greeley: Printer, Editor, Crusader. G. P. Putnam's Sons. OCLC:1372308.
- Taliaferro، John (2013). All the Great Prizes: The Life of John Hay, from Lincoln to Roosevelt (ط. Kindle). Simon & Schuster. ISBN:978-1-4165-9741-4. مؤرشف من الأصل في 2020-01-26. {{استشهاد بكتاب}}: الوسيط |ردمك= و|ISBN= تكرر أكثر من مرة (مساعدة)
- Tuchinsky، Adam (2009). Horace Greeley's New-York Tribune: Civil War–Era Socialism and the Crisis of Free Labor. Cornell University Press. ISBN:978-0-8014-4667-2. مؤرشف من الأصل في 2019-05-24. {{استشهاد بكتاب}}: الوسيط |ردمك= و|ISBN= تكرر أكثر من مرة (مساعدة)
- Van Deusen، Glyndon G. (1953). Horace Greeley: Nineteenth-Century Reformer. University of Pennsylvania Press. مؤرشف من الأصل في 2019-10-09.
- Williams، Robert C. (2006). Horace Greeley: Champion of American Freedom (ط. Kindle). New York University Press. ISBN:978-0-8147-9402-9. {{استشهاد بكتاب}}: الوسيط |ردمك= و|ISBN= تكرر أكثر من مرة (مساعدة)

## كتب بواسطة غريلي
- الأمريكية الصراع: تاريخ من التمرد الكبير في الولايات المتحدة الأمريكية ، 1860-64 المجلد. أنا (1864) المجلد. الثاني (1866)
- مقالات تهدف إلى توضيح علم الاقتصاد السياسي ، في حين يخدم لشرح والدفاع عن سياسة حماية الصناعة المنزلية ، بوصفها نظاما من التعاون الوطني الحقيقي ارتفاع العمل, (1870)
- ذكريات من حياة مشغول (1868)

## مزيد من القراءة
- Borchard ، غريغوري A. أبراهام لينكولن وهوراس غريلي. Southern Illinois University Press; 2011.
- الصليب كوي F., II. اذهب إلى الغرب أيها الشاب! هوراس غريلي رؤية أمريكا. الولايات المتحدة من المكسيك Press, 1995.
- داوني، ماثيو تي «هوراس غريلي والسياسيين: الليبرالية الحزب الجمهوري في عام 1872،» مجلة التاريخ الأمريكي، Vol. 53 رقم 4. (آذار / مارس 1967)، ص. 727-750. في JSTOR
- دورانتي ، ديان في الهواء الطلق معالم مانهاتن: دليل تاريخي. (New York University Press, 2007): مناقشة غريلي 2 التذكارية معه في نيويورك
- لوند ، إيريك إس «غموض فكرة الوطنية: حملة الانتخابات الرئاسية في عام 1872» الكندية استعراض دراسات في القومية 1978 5(1): 1-23.
- Parrington, Vernon L. التيارات الرئيسية في أمريكا الفكر (1927), الثاني، pp. 247–57. طبعة الإنترنت
- بارتون جيمس. حياة هوراس غريلي (1889) على الإنترنت.
- بوتر ديفيد م. «هوراس غريلي ومسالمة الانفصال.» مجلة جنوب تاريخ (1941) 7#2 ص: 145-159. في JSTOR
- ريد وايتلو. هوراس غريلي (Scribner أبناء 1879) على الإنترنت.
- Robbins, روي M., «هوراس غريلي: الإصلاح الزراعي ومعدلات البطالة ، 1837-1862,» الزراعي التاريخ, السابع، 18 (كانون الثاني / يناير 1933).
- رورك ، كونستانس مايفيلد ; الأبواق اليوبيل: هنري وارد بيتشر ، هارييت بيتشر ستو ، ليمان بيتشر هوراس غريلي ، بارنوم (1927). طبعة الإنترنت
- Schulze, سوزان. هوراس غريلي: Bio-الببليوغرافيا. Greenwood, 1992. 240 ص.
- صفعة أندرو. عذاب إعادة الإعمار: الليبرالية الجمهوريين في الحرب الأهلية (2010). على الإنترنت
- تايلور، سالي. «ماركس غريلي على العبودية والعمل.» تاريخ الصحافة 6#4 (1979): 103-7
- Weisberger برنارد A. «هوراس غريلي: المصلح كما الجمهوري». الحرب الأهلية التاريخ 1977 23(1): 5-25. على الإنترنت

## وصلات خارجية
- هوراس غريلي على موقع الموسوعة البريطانية (الإنجليزية)
- هوراس غريلي على موقع إن إن دي بي (الإنجليزية)